# العلاقات البوتسوانية السنغافورية
العلاقات البوتسوانية السنغافورية هي العلاقات الثنائية التي تجمع بين بوتسوانا وسنغافورة.

## مقارنة بين البلدين
هذه مقارنة عامة ومرجعية للدولتين:
| وجه المقارنة                                              | بوتسوانا                       | سنغافورة                                                             |
| --------------------------------------------------------- | ------------------------------ | -------------------------------------------------------------------- |
| المساحة (كم2)                                             | 581.74 ألف                     | 719                                                                  |
| عدد السكان (نسمة)                                         | 2.29 مليون                     | 5.89 مليون                                                           |
| الكثافة السكانية (ن./كم²)                                 | 3.94                           | 819.19 ألف                                                           |
| العاصمة                                                   | غابورون                        | سنغافورة                                                             |
| اللغة الرسمية                                             | لغة إنجليزية                   | لغة إنجليزية، اللغة الملايو، اللغة الصينية القياسية، اللغة التاميلية |
| العملة                                                    | بولا بوتسواني                  | دولار سنغافوري                                                       |
| الناتج المحلي الإجمالي (بليون دولار)                      | 17.41 مليار                    | 323.91 مليار                                                         |
| الناتج المحلي الإجمالي (تعادل القوة الشرائية) بليون دولار | 35.84 مليار                    | 472.59 مليار                                                         |
| الناتج المحلي الإجمالي الاسمي للفرد دولار أمريكي          | 6.36 ألف                       | 52.89 ألف                                                            |
| الناتج المحلي الإجمالي للفرد دولار أمريكي                 | 16.10 ألف                      | 82.76 ألف                                                            |
| مؤشر التنمية البشرية                                      | 0.698                          | 0.925                                                                |
| رمز المكالمات الدولي                                      | +267                           | +65                                                                  |
| رمز الإنترنت                                              | .bw                            | .sg                                                                  |
| المنطقة الزمنية                                           | ت ع م+02:00، توقيت وسط إفريقيا | ت ع م+08:00، توقيت سنغافورة المنسق ‏                                  |

## منظمات دولية مشتركة
يشترك البلدان في عضوية مجموعة من المنظمات الدولية، منها:
| علم المنظمة | اسم المنظمة                               | تاريخ انضمام بوتسوانا | تاريخ انضمام سنغافورة |
| ----------- | ----------------------------------------- | --------------------- | --------------------- |
|             | مؤسسة التنمية الدولية                     | 24 يوليو 1968         | 27 سبتمبر 2002        |
|             | يونسكو                                    | 16 يناير 1980         | 8 أكتوبر 2007         |
|             | وكالة ضمان الاستثمار متعدد الأطراف        | 15 مايو 1990          | 24 فبراير 1998        |
|             | الأمم المتحدة                             | 17 أكتوبر 1966        | 21 سبتمبر 1965        |
|             | دول الكومنولث                             | ?                     | ?                     |
|             | الاتحاد البريدي العالمي                   | ?                     | ?                     |
|             | البنك الدولي للإنشاء والتعمير             | 24 يوليو 1968         | 3 أغسطس 1966          |
|             | الاتحاد الدولي للاتصالات                  | 2 أبريل 1968          | 22 أكتوبر 1965        |
|             | منظمة حظر الأسلحة الكيميائية              | ?                     | ?                     |
|             | مؤسسة التمويل الدولية                     | 23 مارس 1979          | 4 سبتمبر 1968         |
|             | المركز الدولي لتسوية المنازعات الاستشارية | 14 فبراير 1970        | 13 نوفمبر 1968        |
|             | منظمة التجارة العالمية                    | ?                     | ?                     |
|             | منظمة الشرطة الجنائية الدولية             | ?                     | ?                     |

## وصلات خارجية
- موقع وزارة الخارجية البوتسوانية
- موقع وزارة الخارجية السنغافورية